# Aeonium haworthii
Aeonium haworthii (Webb & Berthel., 1848) è una pianta succulenta appartenente alla famiglia delle Crassulaceae, endemica delle Isole Canarie.
Coltivata come pianta ornamentale nei climi temperati, una sua cultivar, ossia 'Variegatum' ha ottenuto l'Award of Garden Merit della Royal Horticultural SocietyQuesta pianta in condizioni di umidità aumentata, sviluppa radici aeree che escono dal fusto giovane sotto alla rosetta di foglie e si allungano rapidamente (anche 1 cm al giorno) verso il basso e, raggiunto il suolo vi penetrano in profondità dando forza al ramo da cui provengono. Nel tempo queste radici aeree si ingrossano in sezione (diametro) diventando esse stesse fusti simili al fusto originale. 
die sind 
Inviata dal mio dispositivo 

## Descrizione

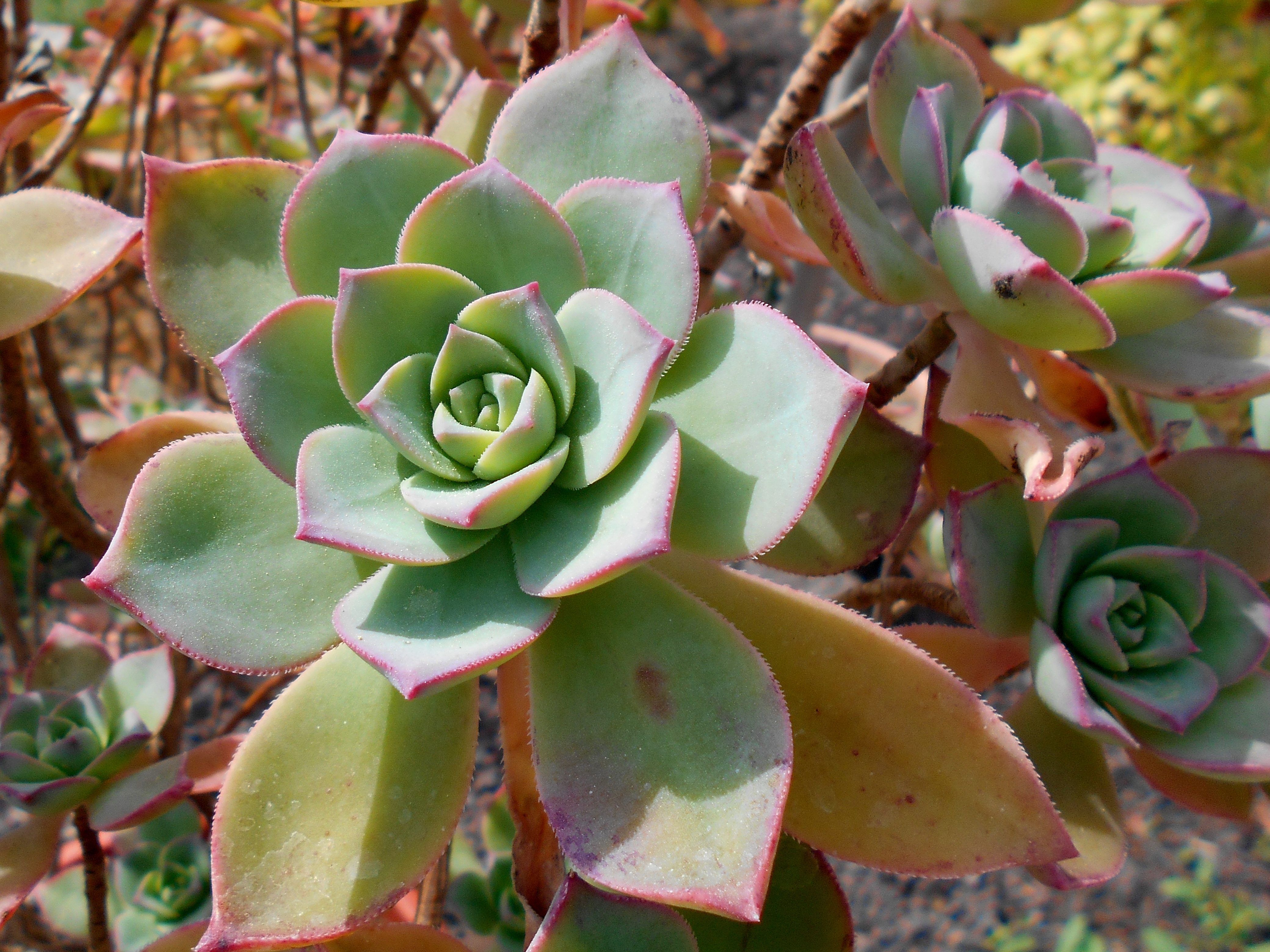
Dettaglio delle foglie bordate di rosso e con ciglia.

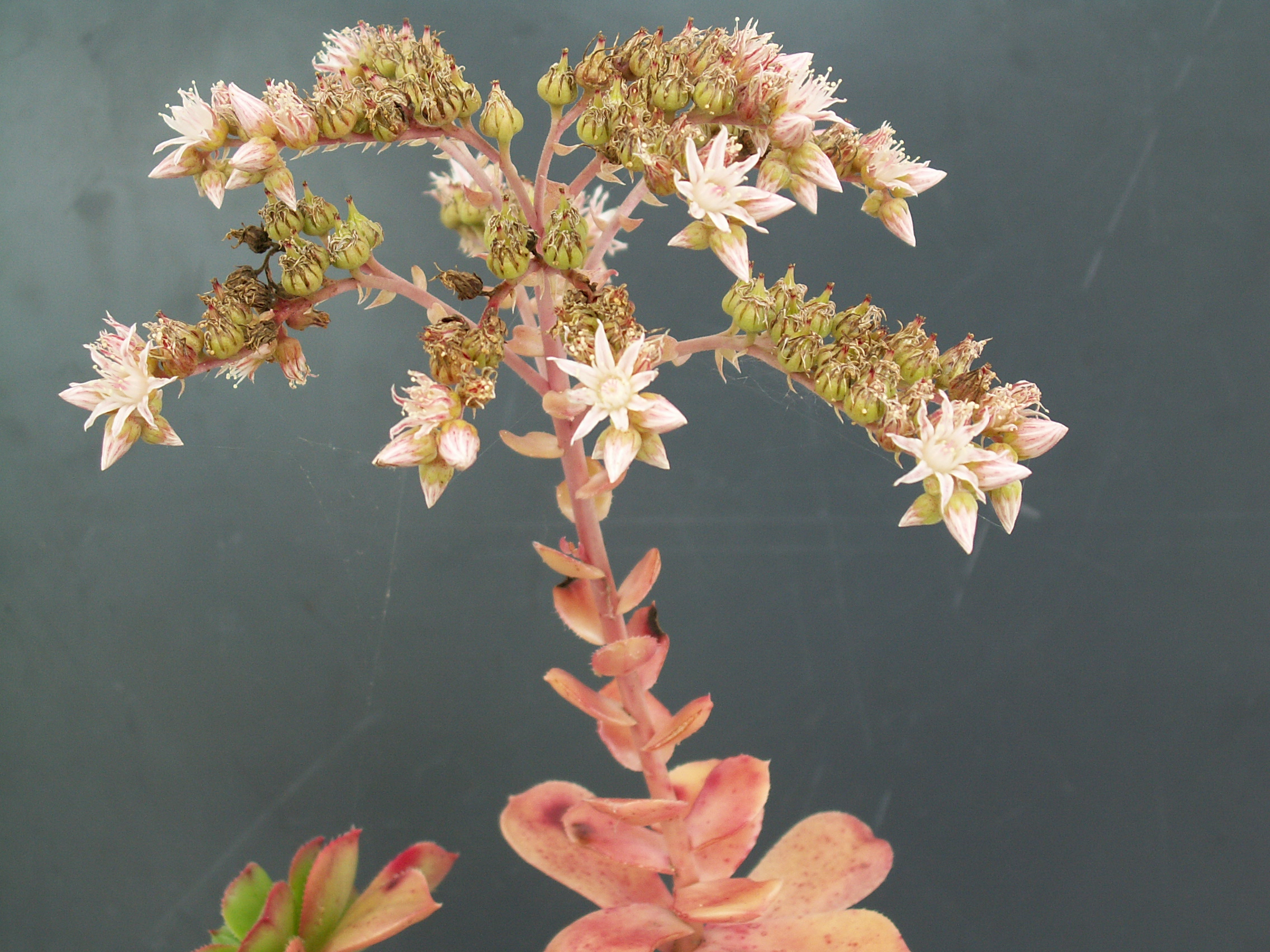
Fiori

Cresce come piccoli arbusti densamente popolati, raggiunge un'altezza massima di circa 60 cm. Ha lo stelo a portamento ascendente o pendente, legnoso, glabro e reticulato.  Forma rosette di foglie a forma di diamante o di picche, verdi, dentellate e circondate da un sottile bordo rossiccio. Le rosette appaiono appiattite, con un diametro tra i 6 e gli 11 cm. Le foglie sono ovali, verde o verde giallognolo, spesso molto bluastre, glabre, tra i 3 e 5 cm di lunghezza, 1,5 e 3 cm di larghezza e 02 - 04 cm di spessore. Sono appuntite verso la cima. La base è cuneiforme. Il margine della foglia è coperto da ciglia ricurve di circa mezzo millimetro. Spesso hanno una colorazione rossastra sui bordi. 

## Distribuzione e habitat
La specie è un endemismo delle isole Canarie.